# Xivita solitària
La xivita solitària (Tringa solitaria) és un ocell limícola de la família dels escolopàcids (Scolopacidae), que habita al continent americà i únicament de manera esporàdica ha arribat com a divagant fins a alguns indrets d'Europa Occidental.

## Morfologia
Fa una llargària de 18 - 23 cm, una envergadura de fins a 50 cm i un pes de 31-65 g. És un ocell camallarg grassonet amb el dors de color verd fosc, cap gris i parts inferiors blanques. Les ales són marrons amb petits punts blancs. La gropa i les plomes centrals de cua són fosques, a diferència de la xivita. El bec està corbat lleugerament cap avall.

## Hàbitat i distribució
Nia als arbres de la taigà des del centre i sud d'Alaska, per Canadà cap a l'est fins Labrador i cap al sud fins al sud de Manitoba i nord de Minnesota. Migren per a passar l'hivern cap al sud, habitant estanys, rierols i aiguamolls de Mèxic, les Antilles, Centreamèrica i Sud-amèrica cap al sud fins al nord de l'Argentina.